# ناحیه اوینگتون، شهرستان جکسون، مینه سوتا
ناحیه اوینگتون (به انگلیسی: Ewington Township) یک منطقهٔ مسکونی در ایالات متحده آمریکا است که در شهرستان جکسون، مینه‌سوتا واقع شده‌است.
 ناحیه اوینگتون ۹۲٫۶ کیلومتر مربع مساحت و ۲۳۳ نفر جمعیت دارد و ۴۵۱ متر بالاتر از سطح دریا واقع شده‌است.